# Manee Dayah
Manee Dayah is een bestuurslaag in het regentschap Aceh Besar van de provincie Atjeh, Indonesië. Manee Dayah telt 228 inwoners (volkstelling 2010).